# 生駒里奈
生駒 里奈（いこま りな、1995年〈平成7年〉12月29日 - ）は、日本の女優、タレント、YouTuberであり、女性アイドルグループ乃木坂46の元メンバー、AKB48チームBの元兼任メンバーである。秋田県由利本荘市出身。A.M.Entertainment所属。

## 来歴
幼少期、秋田県のダンススクール『ダンスアベニュー・StudioS』に入学し、ジャズダンスを習い始める。中学校へ進学後、ダンススクールの先輩に感化され、吹奏楽部に入部し、ドラム、マリンバ、ヴィブラフォンなどのパーカッションも始め、中学3年生の時、『全日本吹奏楽コンクール』の東北大会で銀賞を受賞した。
中学校を卒業後、高等学校へ進学したが、以前のように部活動に打ち込まなくなり、自宅で過ごすようなった。それを見た父親が心配し、暇を持て余すくらいならと何かに向かって頑張ることを促す気持ちで乃木坂46の1期生オーディションを勧められ、受験することにした。
2011年（平成23年）8月21日、乃木坂46の1期生オーディションに合格。オーディションではピコの「桜音」を歌った。暫定選抜メンバーに選ばれ、立ち位置は中列だった。合格後、高校1年生の夏休みに秋田県から東京都の高等学校へ転校した。のちに仕事の都合でそこも通学が困難になったため、ほぼ高校2年生の時、通信制の高等学校へ転校した。
2012年（平成24年）2月22日、1stシングル「ぐるぐるカーテン」でCDデビューし、センターを務めた。グループ結成当初、吉本彩華が暫定選抜のセンターだったが、グループ結成からわずか1か月後の2011年9月22日に脱退。その後任センターに抜擢されたが、なぜ自分なのかという戸惑いがあった。同年5月2日、2ndシングル「おいでシャンプー」のカップリング曲「水玉模様」で初のソロ曲を務めた頃から、センターへの迷いがなくなり、自分にできることを精一杯取り組むようになった。同年12月12日、『日刊スポーツ』で「いこまびより」の連載を開始した。
2013年（平成25年）1月22日、出身地である秋田県由利本荘市のふるさと応援大使に就任。同年4月20日、6thシングル「ガールズルール」で、1stシングル「ぐるぐるカーテン」から5thシングル「君の名は希望」まで務めてきたセンターポジションを白石麻衣と交代することが発表された。センター交代後はプレッシャーから解放され、気持ちに余裕ができ、与えられた場所で輝くことを大切にした。同年5月15日、『ピラメキーノ640』の「おはよう! だるだるEnglish」のコーナーにレギュラー出演を開始。同年6月、生駒がデザインしたオリジナルキャラクター「てーんちゃん」のグッズがキデイランドの期間限定ショップ『うさぎのモフィ』で販売された。
2014年（平成26年）2月24日、『AKB48グループ大組閣祭り』（Zepp DiverCity）で乃木坂46を兼任することになったSKE48・松井玲奈の交換留学生として、AKB48チームBを兼任することが発表された。兼任を決意したのは『真夏の全国ツアー2013』のライブを終え、国立代々木競技場第一体育館のような大きなステージを経験したことから、もはや「経験がない」というのは言い訳にならないと考え「このレベルでお客さんに見せたらダメだ」と思い、ダンスパフォーマンスを向上させるためのスケジュール調整で悩んでいたところ、兼任の話を持ちかけられたという。同年4月、高等学校を卒業した。同年4月12日、西武ドームで開催されたAKB48の33rdシングル「ハート・エレキ」の握手会イベントでAKB48としての活動を開始した。同年4月28日、AKB48劇場公演初出演となる『チームB「パジャマドライブ」初日公演』に出演した。AKB48兼任中はパフォーマンス能力を向上させるため、体幹トレーニングを取り入れた。同年6月7日、『AKB48 37thシングル 選抜総選挙』の開票イベントで14位を獲得し、AKB48のシングル選抜メンバーに初選出された。同年12月31日、『第65回NHK紅白歌合戦』に初出場した。
2015年（平成27年）1月5日、『花とゆめ』（白泉社）に鈴木ジュリエッタの『神様はじめました』と生駒の「てーんちゃん」がコラボレーションしたクリアファイルが付録された。同年3月26日、さいたまスーパーアリーナで開催された『AKB48 春の単独コンサート〜ジキソー未だ修行中!〜』でAKB48チームBとの兼任解除が発表された。同年5月14日、AKB48チームB「パジャマドライブ」公演の「生駒里奈を送る会」をもってAKB48との兼任を終了。同年8月、映画『コープスパーティー』で初の主演を務めた。
2016年（平成28年）1月8日、乃木神社で成人式を迎えた。同年1月11日、『新成人アワード2016』でグランプリを受賞した。同年2月21日、ファッションブランド「ANNA SUI」の春夏ビジュアルモデルを務めることが発表され、任期は同年2月23日から7月22日までの5か月間で、特定ブランドとのモデル契約は初。同年2月24日、初のソロ写真集『君の足跡』を発売。写真集は週間で1万6326部の売上を記録し、2016年3月7日付のオリコン週間ランキングの写真集部門で1位を獲得した。写真集は19歳の時に撮影され「着れるのも10代限定。20歳になったら似合わない」という理由からスクール水着姿も披露し、生駒の「写真集を出したい」という一言で関係者が動き発売にいたった。
2018年（平成30年）1月30日の日刊スポーツによるインタビューで乃木坂46からの卒業を明かし、翌日の31日には公式サイトと自らのブログでも卒業を発表した。20thシングル「シンクロニシティ」（2018年4月25日発売）をもって卒業することを決めており、ラストシングルとなる同曲ではセンターポジションを打診されていたが、自ら辞退した。また、同年4月22日には日本武道館で卒業コンサートが開催された。卒業コンサートのチケット当選倍率は30倍に達したほか、全国128の映画館でライブビューイングが実施された。同年5月6日、幕張メッセで行われた20thシングル発売記念全国握手会をもって乃木坂46を卒業。握手会史上最多となる約3万5000人が集まった。同年5月8日に公式ブログの5月末での閉鎖が発表された。同年5月14日、Instagramを開設。同年10月6日、生駒里奈オフィシャルサイトを開設。
2020年（令和2年）4月1日、芸能事務所「A.M.Entertainment」と業務提携したことが発表された。同年8月3日、オフィシャルファンクラブ「モノクローズ」を開設。
2021年（令和3年）1月16日、フィッシング詐欺被害に遭っていたことをYouTube公式チャンネルで告白。被害総額は10〜15万円ほどだったという。
同年10月1日、「秋田はたらく応援大使」に就任。
2022年（令和4年）1月4日、NHK秋田放送局開局90周年記念キャラクターに就任。
2024年（令和6年）、公式サイト及びオフィシャルファンクラブ「モノクローズ」を8月30日をもって閉鎖すると発表。

## 人物
愛称は、いこまちゃん、いこたん。弟がいる。自分の代名詞は、センターを務めた乃木坂46のシングルタイトルの「制服のマネキン」だという。アイドルになる前は、子ども好きであることから保育士や幼稚園の先生になりたかった。伊藤寧々は高校の同級生。女優の足立梨花、喜多陽子、前田希美、山谷花純、元私立恵比寿中学の柏木ひなた、でんぱ組.incの藤咲彩音は友達。

### 嗜好
好きな食べ物は白米、キュウリの浅漬け、きなこ棒。好きなつまみはkiriのクリームチーズ。好きな動物はチンアナゴ。好きな花はかすみ草。好きな曲はピコの「二息歩行」「孤独の果て」であり、その他にボーカロイド、ロックなどを聴く。憧れの女性アーティストはハナエで、ハナエの存在は『神様はじめました』のアニメから知った。

### 趣味
趣味は漫画、アニメ観賞、買い物。
漫画は中学1年生の時に友人から『銀魂』の漫画を勧められて好きになった。当時は『週刊少年ジャンプ』を購読できるほどの小遣いがなかったため、正月に貰ったお年玉を使って単行本を買っていた。1,000冊以上の漫画本を持っている。『NARUTO -ナルト-』は生駒にとって人生のバイブルであり、ジャンプ作品の優れた点は漫画の登場人物が仲間になることによって、世界はひとりではないと思わせてくれる点にあるという。推薦する『週刊少年ジャンプ』の漫画は『銀魂』『磯部磯兵衛物語〜浮世はつらいよ〜』『ブラッククローバー』、お気に入りの漫画は『NARUTO -ナルト-』『ONE PIECE』『SKET DANCE』『青の祓魔師』『銀魂』『妖狐×僕SS』などの少年漫画である。その他、『NO.6』『デュラララ!!』『B.A.D.』『進撃の巨人』『鬼灯の冷徹』などの漫画、ウェルザード・村瀬克俊の『カラダ探し』、和夏弘雨の『火葬場のない町に鐘が鳴る時』、山口譲司の『江戸川乱歩異人館』なども好む。お気に入りのキャラクターは『ONE PIECE』のゾロ、『NARUTO -ナルト-』のナルト、『黒執事』のセバスチャン、『艶漢』の詩郎。好きな二次元の男性は『Free!』の橘真琴。
小説も読む。『特捜警察ジャンポリス』に出演している時は素の自分。また、特撮番組では、仮面ライダーシリーズが大好きで、一番好きな作品は『仮面ライダーW』。
買い物では原宿系の洋服を好んで買っている。原宿でおすすめの場所は、原宿竹下通りにあるたこ焼き屋『Koi-Taco』。生田絵梨花によれば、生駒は原宿に詳しい。

### 特技
特技はスネアドラム。ふなっしーの物真似が得意。
保有資格は語彙・読解力検定3級。

### 乃木坂46
乃木坂46のダンス七福神で、乃木坂46の1stシングル「ぐるぐるカーテン」からセンターだったため、ダンスパフォーマンスの指揮を担っていた。乃木坂46の福神は七福神が八福神になった時点であまり意味がなくなったと考えている。理想のセンター像はグループで一番かわいくて、スタイルが良くて、歌もダンスもうまくて、人気のある人。乃木坂46では少年役を演じることがあり、センター交代後はスーパーサブ的な役割を目指して動いている。
生駒によれば、乃木坂46の振付はLICOやWARNERよりも南流石の方が難しく、AKB48のチームBのメンバーが「おいでシャンプー」や「制服のマネキン」を踊った時、苦戦するメンバーが多かったと報告している。乃木坂46のダンスは「フォーメーション移動が少なくて、どちらかというと落ち着いてる。かわいさを表現する時も踊りよりも表情やしぐさで見せることのほうが多い」「アイドルダンスでもない」と述べている。
乃木坂46で好きな振付は「バレッタ」。好きなミュージック・ビデオは「シャキイズム」、「シークレットグラフィティー」、「魚たちのLOVE SONG」。
乃木坂46で写真集を見てみたいメンバーは寺田蘭世、樋口日奈。推したいメンバーは西野七瀬。元メンバーで日本テレビアナウンサーの市來玲奈と仲がよい。
松井玲奈とも仲がよく、生駒と同じアニメ好きで、オタクトークをする間柄である。松井が乃木坂46を兼任する前に宝島社の雑誌『smart』の企画で生駒とともに『魔法少女まどか☆マギカ』のキャラクターのコスプレを披露したこともあった。
堀未央奈からは、7thシングル「バレッタ」で堀がセンターに抜擢された際「私がセンターになった時も一番に受け入れてくださった先輩で心強かった」と明かし「経験も知名度も人気も実力も何もない私を簡単に受け入れられるはずがないのに、生駒さんは1番に話しかけてきてくださった。心配しないで、守るからって言ってくださったこと、ずっと忘れません」とブログに綴っている。

### AKB48
AKB48を兼任して苦労したことは「（フリを）覚えるのは早い方なんですけど、曲調が違いすぎて覚えられなかった」と答えている。他に、2015年4月30日（29日深夜）放送の『AKB48のオールナイトニッポン』で小笠原茉由・伊豆田莉奈とパーソナリティを務めた際、乃木坂46のおしとやかさとはちょっと違う自由に「可愛いポーズ」をする「自由なポーズ」なるものに戸惑ったと語っている。
推しメンバーだったのは渡辺麻友。AKB48兼任時代では渡辺と一番仲が良かった。渡辺によれば、生駒は「生まれたてのひよこちゃんみたいで本当にかわいいと思って。なのに中身は肝が据わってる。こんな小さな体なのにすごいパワーを持ってる」と絶賛している。生駒と渡辺のペアはファンから「いこまゆ」と呼ばれたこともあった。また、生駒は渡辺のことを「天使」と評していた。その後、渡辺は日本武道館で行われた生駒の卒業コンサートを観に行ったことについて聞かれ「生駒ちゃんは、私にとって特別な存在。ソウルメイト、同志といいますか。考え方とか生き方が深く通じるものがあります」と答えている。渡辺以外の他のメンバーでは、平田梨奈と仲がよい。元HKT48の宮脇咲良（現・LE SSERAFIM）は、生駒のことが大好きで「生駒ちゃんと話すと安心する。大好き」と語っている。
小嶋陽菜の胸に憧れを抱いており、2014年9月17日に行われた『AKB48グループ・じゃんけん大会2014 〜拳で勝ち取れ!1/300ソロデビュー争奪戦〜』で「小嶋の胸を触りたい」と公言していた生駒は小嶋と対戦したが、結果は小嶋に敗北し「念願叶わず…やっぱり強かったです。負けたのも悔しいけど、どっちかっていうと触れなかったのが悔しい」と述べた。2017年2月21日、小嶋陽菜の卒業コンサート『こじまつり〜前夜祭〜』に、同時にさいたまスーパーアリーナで開催された『乃木坂46 5th YEAR BIRTHDAY LIVE』から中継で出演し、指原莉乃が「生駒ちゃん、かなえたかった夢があるって聞いたんだけど」と振ると、生駒は「こじはるさんのすばらしいお胸をいつかタッチしたい、という夢がかなわないうちに兼任が終了してしまい、こじはるさんが卒業されるということで心残りです」と吐露し、指原からエアーで胸を揉むという提案をされると、生駒は胸をさわるポーズをし「やっぱ、すごいですね! 離れていても感じる!」と興奮する様子を見せていた。

## 作品

### シングル
乃木坂46
- ぐるぐるカーテン（2012年2月22日、SRCL-7900/6） - EAN 4988009051550。
- 乃木坂の詩（2012年2月22日、SRCL-7900/1） - EAN 4988009051550。
- 会いたかったかもしれない（2012年2月22日、SRCL-7902/3） - EAN 4988009051567。
- 失いたくないから（2012年2月22日、SRCL-7904/5） - EAN 4988009051581。
- 白い雲にのって（2012年2月22日、SRCL-7906） - EAN 4988009051598。
- おいでシャンプー（2012年5月2日、SRCL-7966/72） - EAN 4988009052250。
- 心の薬（2012年5月2日、SRCL-7966/72） - EAN 4988009052250。
- 水玉模様（2012年5月2日、SRCL-7968/9） - EAN 4988009052250。
- ハウス!（2012年5月2日、SRCL-7972） - EAN 4988009052298。
- 走れ!Bicycle（2012年8月22日、SRCL-8058/64） - EAN 4988009052861。
- 人はなぜ走るのか?（2012年8月22日、SRCL-8060/1） - EAN 4988009052892。
- 音が出ないギター（2012年8月22日、SRCL-8062/3） - EAN 4988009052908。
- 制服のマネキン（2012年12月19日、SRCL-8201/8） - EAN 4988009056432。
- 指望遠鏡（2012年12月19日、SRCL-8201/8） - EAN 4988009056432。
- ここじゃないどこか（2012年12月19日、SRCL-8203/4） - EAN 4988009056449。
- 指望遠鏡〜アニメ版〜（2012年12月19日、SRCL-8208） - EAN 4988009056487。
- 君の名は希望（2013年3月13日、SRCL-8253/9） - EAN 4988009080833。
- シャキイズム（2013年3月13日、SRCL-8253/9） - EAN 4988009080833。
- ロマンティックいか焼き（2013年3月13日、SRCL-8253/4） - EAN 4988009080833。
- ガールズルール（2013年7月3日、SRCL-8315/21） - EAN 4988009084725。
- 世界で一番 孤独なLover（2013年7月3日、SRCL-8315/21） - EAN 4988009084725。
- 人間という楽器（2013年7月3日、SRCL-8321） - EAN 4988009084756。
- バレッタ（2013年11月27日、SRCL-8423/30） - EAN 4988009087887。
- 月の大きさ（2013年11月27日、SRCL-8423/30） - EAN 4988009087887。
- そんなバカな・・・（2013年11月27日、SRCL-8425/6） - EAN 4988009087894。
- 月の大きさ〜アニメ版〜（2013年11月27日、SRCL-8430） - EAN 4988009087924。
- 気づいたら片想い（2014年4月2日、SRCL-8520/6） - EAN 4988009092270。
- ロマンスのスタート（2014年4月2日、SRCL-8520/6） - EAN 4988009092270。
- 吐息のメソッド（2014年4月2日、SRCL-8520/1） - EAN 4988009092270。
- ダンケシェーン（2014年4月2日、SRCL-8526） - EAN 4988009092317。
- 夏のFree&Easy（2014年7月9日、SRCL-8563/9） - EAN 4988009094212。
- 何もできずにそばにいる（2014年7月9日、SRCL-8563/9） - EAN 4988009094212。
- 無口なライオン（2014年7月9日、SRCL-8565/6） - EAN 4988009094229。
- 何度目の青空か?（2014年10月8日、SRCL-8621/7） - EAN 4988009097251。
- 転がった鐘を鳴らせ!（2014年10月8日、SRCL-8621/2） - EAN 4988009097251。
- Tender days（2014年10月8日、SRCL-8627） - EAN 4988009097299。
- 命は美しい（2015年3月18日、SRCL-8780/6） - EAN 4988009104461。
- あらかじめ語られるロマンス（2015年3月18日、SRCL-8780/6） - EAN 4988009104461。
- 太陽ノック（2015年7月22日、SRCL-8840/6） - EAN 4988009110714。
- 羽根の記憶（2015年7月22日、SRC7-6/7） - EAN 4988009110837。
- 今、話したい誰かがいる（2015年10月28日、SRCL-8910/6） - EAN 4988009116747。
- ポピパッパパー（2015年10月28日、SRCL-8910/1） - EAN 4988009116747。
- 悲しみの忘れ方（2015年10月28日、SRCL-8914/5） - EAN 4988009116761。
- ハルジオンが咲く頃（2016年3月23日、SRCL-9025/33） - EAN 4988009124896。
- 憂鬱と風船ガム（2016年3月23日、SRCL-9031/2） - EAN 4988009124940。
- 裸足でSummer（2016年7月27日、SRCL-9138/44） - EAN 4988009131429。
- 僕だけの光（2016年7月27日、SRCL-9138/44） - EAN 4988009131429。
- サヨナラの意味（2016年11月9日、SRCL-9258/66） - EAN 4547366278903。
- 孤独な青空（2016年11月9日、SRCL-9258/66） - EAN 4547366278903。
- インフルエンサー（2017年3月22日、SRCL-9370/8） - EAN 4547366297515。
- 当たり障りのない話（2017年3月22日、SRCL-9378） - EAN 4547366297546。
- 逃げ水（2017年8月9日、SRCL-9489/97） - EAN 4547366319156。
- 女は一人じゃ眠れない（2017年8月9日、SRCL-9489/97） - EAN 4547366319156。
- ひと夏の長さより…（2017年8月9日、SRCL-9489/90） - EAN 4547366319156。
- 泣いたっていいじゃないか?（2017年8月9日、SRCL-9497） - EAN 4547366319187。
- いつかできるから今日できる（2017年10月11日、SRCL-9572/80） - EAN 4547366330311。
- 不眠症（2017年10月11日、SRCL-9572/80） - EAN 4547366330311。
- シンクロニシティ（2018年4月25日、SRCL-9782/90） - EAN 4547366354140。
- Against（2018年4月25日、SRCL-9782/90） - EAN 4547366354140。
- 世界中の隣人よ（2020年5月25日）[133]

まゆ坂46
- ツインテールはもうしない（2012年7月25日、SRCL-8030/1） - EAN 4988009052632。

AKB48
- Bガーデン（2014年5月21日、KIZM-90287/8） - EAN 4988003453039。
- 心のプラカード（2014年8月27日、KIZM-90297/304） - EAN 4988003454463。
- 希望的リフレイン（2014年11月26日、KIZM-90311/8） - EAN 4988003460822。
- ロンリネスクラブ （2014年11月26日、KIZM-90315/6） - EAN 4988003460822。
- 風の螺旋（2014年11月26日、KIZM-90317/8） - EAN 4988003460884。
- Green Flash（2015年3月4日、KIZM-90323/30） - EAN 4988003466022。
- 僕たちは戦わない（2015年5月20日、KIZM-90337/44） - EAN 4988003467920。

### アルバム
乃木坂46
- 透明な色（2015年1月7日、SRCL-8662/7） - EAN 4988009099934。
- それぞれの椅子（2016年5月25日、SRCL-9078/86） - EAN 4988009128580。
- 生まれてから初めて見た夢（2017年5月24日、SRCL-9437/44） - EAN 4547366307825。
- 今が思い出になるまで（2019年4月17日、SRCL-11140/7） - EAN 4547366401325。
- Time flies（2021年12月15日、SRCL-12020/30） - EAN 4547366534184。

AKB48
- ここがロドスだ、ここで跳べ!（2015年1月21日、KIZC-90265/7） - EAN 4988003463205。
- 0と1の間（2015年11月18日、KIZC-9034/6） - EAN 4988003478285。

### 映像作品
- 生駒里奈×堤幸彦（2012年2月22日） - EAN 4988009051550。
- 生駒里奈×青山裕企（2012年5月2日） - EAN 4988009052250。
- AKB48 リクエストアワー セットリストベスト100 2012（2012年6月13日） - EAN 4580303210611。
- さばドル（2012年7月25日） - EAN 4534530055859。
- 生駒里奈×勝木友香（2012年8月22日） - EAN 4988009052250。
- 生駒里奈（2012年12月19日） - EAN 4988009056432。
- 指原莉乃プロデュース『第一回ゆび祭り〜アイドル臨時総会〜』（2012年12月26日） - EAN 4988064916603。
- 生駒里奈×関和亮（2013年3月13日） - EAN 4988009080833。
- 16人のプリンシパル@PARCO劇場ダイジェスト（2013年7月3日） - EAN 4988009084725。
- 初夏の全力! 乃木坂46大運動会（2013年7月3日） - EAN 4988009084732。
- Making of 6th Single（2013年7月3日） - EAN 4988009084749。
- BAD BOYS J（2013年9月11日） - EAN 4988021719872。
- HaKaTa百貨店 2号館（2013年9月18日） - EAN 4988021109178。
- 生駒里奈×熊坂出（2013年11月27日） - EAN 4988009087894。
- 乃木坂46 1ST YEAR BIRTHDAY LIVE 2013.2.22 MAKUHARI MESSE（2014年2月5日） - EAN 4988009090900。
- NOGIBINGO!（2014年3月7日） - EAN 4988021109758。
- Creator's Etude 上田誠編（2014年4月2日） - EAN 4988009092270。
- 劇場版 BAD BOYS J -最後に守るもの-（2014年5月28日） - EAN 4988021713108。
- 生駒里奈×岡野草平・瀧由理子（2014年7月9日） - EAN 4988009094212。
- NOGIBINGO!2（2014年9月12日） - EAN 4988021299015。
- 生駒里奈（2014年10月8日） - EAN 4988009097275。
- DOCUMENTARY of AKB48 The time has come 少女たちは、今、その背中に何を想う?（2014年11月7日） - EAN 4988104088932。
- AKB48グループ 裏じゃんけん大会2014 最弱女王決定戦 Part2（2014年11月26日） - EAN 4988003460860。
- AKB48グループ東京ドームコンサート 〜するなよ?するなよ? 絶対卒業発表するなよ?〜（2014年12月10日） - EAN 4580303212493。
- AKBと××! STAGE4-2（2015年3月14日） - EAN 4580303210253。
- 生駒里奈&伊藤万理華（2015年3月18日） - EAN 4988009104461。
- 生駒里奈の『推しどこ?』（2015年3月25日） - EAN 4988009105079。
- AKB48全国ツアー2014 あなたがいてくれるから。〜残り27都道府県で会いましょう〜（2015年3月27日） - EAN 4580303213728。
- NOGIBINGO!3（2015年4月24日） - EAN 4988021729635。
- AKB48 リクエストアワーセットリストベスト1035 2015（2015年4月30日） - EAN 4580303213667。
- 乃木坂46 2ND YEAR BIRTHDAY LIVE 2014.2.22 YOKOHAMA ARENA（2015年6月17日） - EAN 4988009110134。
- AKBと××! STAGE4-3（2015年6月26日） - EAN 3109790208348。
- 生駒里奈&井上小百合（2015年7月22日） - EAN 4988009110714。
- AKB48ヤングメンバー全国ツアー／春の単独コンサート in さいたまスーパーアリーナ AKB48ヤングメンバー全国ツアー〜未来は今から作られる〜／AKB48春の単独コンサート〜ジキソー未だ修行中!〜（2015年7月29日） - EAN 4580303213803。
- ピラメキ子役恋ものがたり〜子役に憧れるすべての親子のために〜（2015年9月2日） - EAN 4571487560203。
- NOGIBINGO!4（2015年10月16日） - EAN 4988021729734。
- 生駒里奈（2015年10月28日） - EAN 4988009116747。
- 悲しみの忘れ方 Documentary of 乃木坂46（2015年11月18日） - EAN 4988104099327。
- 花燃ゆ 完全版 第弐集（2015年12月16日） - EAN 4988013413283。
- コープスパーティー アンリミテッド版（2015年12月18日） - EAN 4562474168489。
- 初森ベマーズ（2016年1月20日） - EAN 4988104099433。
- NOGIBINGO!5（2016年2月19日） - EAN 4988021729871。
- 生駒里奈（2016年3月23日） - EAN 4988009124919。
- 乃木坂46 3rd YEAR BIRTHDAY LIVE 2015.2.22 SEIBU DOME（2016年7月6日） - EAN 4988009129518。
- AKB48劇場10周年 記念祭&記念公演（2016年11月30日） - EAN 4580303217085。
- 存在する理由 DOCUMENTARY of AKB48（2016年12月14日） - EAN 4988104104342。
- NOGIBINGO!6（2016年9月30日） - EAN 4988021714662。
- コープスパーティー Book of Shadows アンリミテッド版（2017年1月11日） - EAN 4562474180528。
- 連載40周年特別企画 舞台版「こちら葛飾区亀有公園前派出所」（2017年3月15日） - EAN 4571376659940。
- 乃木坂46 4th YEAR BIRTHDAY LIVE 2016.8.28-30 JINGU STADIUM（2017年6月28日） - EAN 4547366310580。
- NOGIBINGO!7（2017年8月4日） - EAN 4988021146081。
- モマの火星探検記（2018年3月7日） - EAN 4988101197446。
- NOGIBINGO!8（2018年3月16日） - EAN 4988021146821。
- 乃木坂46 5th YEAR BIRTHDAY LIVE 2017.2.20-22 SAITAMA SUPER ARENA（2018年3月28日） - EAN 4547366344523。
- オー・マイ・ジャンプ! 〜少年ジャンプが地球を救う〜（2018年6月13日） - EAN 4988104116963。
- 乃木坂46 真夏の全国ツアー2017 FINAL! IN TOKYO DOME（2018年7月11日） - EAN 4547366363999。
- 舞台『あさひなぐ』（2018年9月19日） - EAN 4988104117779。
- おっさんずラブ（2018年10月5日） - EAN 4562474196079。
- NOGIBINGO!9（2018年10月19日） - EAN 4988021147392。
- 邪神ちゃんドロップキック BOX 上巻（2018年10月29日） - EAN 4560434570303。
- ルームロンダリング ディレクターズカット版 DVD-BOX（2019年5月21日） - EAN 4907953273061。
- 少年社中「トゥーランドット〜廃墟に眠る少年の夢〜」（2019年8月7日） - EAN 4988101204045。
- いつのまにか、ここにいる Documentary of 乃木坂46（2019年12月25日） - EAN 4988104123695。
- 仮面ライダー 令和 ザ・ファースト・ジェネレーション（2020年5月13日） - EAN 4988101208234。
- 少年社中「モマの火星探検記(2020)」（2020年8月5日） - EAN 4988101208999。
- カメレオンズ・リップ（2021年12月16日）[134]
- SOLO Performance ENGEKI vol.1（2022年2月9日） - EAN 4988101216161。
- 真犯人フラグ（2022年8月3日） - EAN 4988021718912, EAN 4988021141468。
- 乃木坂46 10th YEAR BIRTHDAY LIVE（2023年2月22日） - EAN 4547366594324, EAN 4547366594447。
- 風都探偵 The STAGE（2023年9月23日） - EAN 4988101222353。
- 忌怪島/きかいじま（2023年10月25日） - EAN 4988101224067, EAN 4988101224098。
- 勝利の法廷式（2023年12月23日） - EAN 4907953268593, EAN 4907953268586。
- スーパー戦隊シリーズ 王様戦隊キングオージャー VOL.10（2024年4月10日） - EAN 4988101226092。
- スーパー戦隊シリーズ 王様戦隊キングオージャー Blu-ray COLLECTION 4（2024年6月12日） - EAN 4988101226214。
- 室井慎次 敗れざる者（2025年5月14日） - EAN 4988632505680, EAN 4988632505697。
- 室井慎次 生き続ける者（2025年5月14日） - EAN 4988632505703。

### 配信シングル
RINA IKOMA
- TOKYO DANCE -大東京音頭-（2024年7月3日）[135]

## 出演

### テレビドラマ
- BAD BOYS J 最終話（2013年6月23日、日本テレビ）木下愛莉 役[136]
- 初森ベマーズ（2015年7月11日 - 9月26日、テレビ東京）アカデミー 役[137]
- ほんとにあった怖い話 夏の特別編2016「もう1人のエレベーター」（2016年8月20日、フジテレビ）上崎亜矢奈 役[138]
- ドラマ24 オー・マイ・ジャンプ! 〜少年ジャンプが地球を救う〜（2018年1月13日 - 3月24日、テレビ東京）火村智子 役[139]
- おっさんずラブ 第5話（2018年5月19日、テレビ朝日）室川檸檬 役[140]
- 星屑リベンジャーズ（2018年7月31日 - 9月25日、名古屋テレビ[注 7]）間野あかり 役[141]
- ルームロンダリング 第3話 - 第4話（2018年11月19日 - 26日、毎日放送 / 11月21日 - 28日、TBS）大野まくず 役[142]
- びしょ濡れ探偵 水野羽衣 第3話（2019年7月18日、テレビ東京）水村しずる 役[143]
- 駐在刑事 Season2 第1話（2020年1月24日、テレビ東京）山城加奈 役[144]
- 警視庁・捜査一課長season5 第3話（2021年4月29日、テレビ朝日）神谷時子 役[145]
- 真犯人フラグ（2021年10月10日 - 2022年3月13日、日本テレビ）本木陽香 役[146]
- OTHELLO（2022年7月25日 - 10月10日、朝日放送テレビ）主演・山口麻依 / 山口真理子 役[147]
- 勝利の法廷式 第2話（2023年4月20日、読売テレビ）池上結衣 役[148]
- にがくてあまい（2023年4月20日 - 6月22日、東海テレビ）主演・江田マキ 役[149]
- 好感度上昇サプリ（2023年5月8日 - 29日、テレビ東京）斉藤佳奈 役[150]
- 雛菊 警視庁強行犯係 樋口顕（2023年6月26日、テレビ東京）太田ひろ子 役[151]
- ギフテッド Season1 第7話（2023年8月23日、東海テレビ）神崎若葉 役[152]
- セクシー田中さん 第2話 - 最終話（2023年10月29日 - 12月24日、日本テレビ）景子 役[153]
- 王様戦隊キングオージャー 第38回（2023年11月26日、テレビ朝日）イコ・マリナ 役[154][155]
- 推しを召し上がれ〜広報ガールのまろやかな日々〜（2024年1月11日 - 3月14日、テレビ東京）飯野朝子 役[156]
- 社内処刑人〜彼女は敵を消していく〜（2024年4月19日 - 6月21日、関西テレビ）主演・浅見ほのか 役[注 8]

### テレビアニメ
- Go!Go!家電男子 第148話 - 第151話（2015年1月6日 - 16日、ひかりTV）2GB子 役[注 9]
- 邪神ちゃんドロップキック 第6話（2018年8月14日、BSフジ・TOKYO MX 他）女子学生A 役[159]

### バラエティ
- ピラメキーノ640（2013年5月15日 - 2015年9月30日、テレビ東京）準レギュラー「おはよう!だるだるEnglish」コーナー[27]
- 特捜警察ジャンポリス（2014年4月4日 - 2019年3月30日、テレビ東京）MC[160]
- 陸海空 地球征服するなんて（2017年4月11日 - 2019年3月16日、テレビ朝日）週替わりレギュラー[161][注 10]
- 業界調査バラエティー! こんな事でモメてます（2019年4月9日 - 16日、テレビ東京）[162]
- ただ今、コント中。（2022年1月22日・11月26日、フジテレビ）[163][164]

### その他のテレビ番組
- テレメンタリー2015「たった一人の新聞社〜活版印刷で半世紀〜」（2015年5月4日、テレビ朝日）ナレーション[注 11]
- 指原議長とアイドル国会（2016年12月22日、フジテレビ）[注 12]
- BORUTO-ボルト- -NARUTO NEXT GENERATIONS-（2017年4月8日 - 2018年、テレビ東京）再放送ミニコーナーナビゲーター[167]
- eGG（2018年7月20日 - 2020年3月20日、日本テレビ）MC[168]
- 第85回NHK全国学校音楽コンクール 全国コンクール「高等学校の部」（2018年10月6日、NHK Eテレ）司会[169]
- ストレッチマン・ゴールド（2018年10月11日 - 2022年3月10日、NHK Eテレ）マイマイ 役[170]
- 秋田テレビ開局50周年記念番組
  - 旅人 生駒里奈 甘粛蘭州 知喰之路（しるくろーど）（2019年9月29日、秋田テレビ）秋田市制130周年記念事業[171][172]
  - 天女舞う敦煌 生駒里奈シルクロード見聞録（2019年10月12日、秋田テレビ）[173][174]
- サンドのこれが東北魂だ（2020年1月26日 - 、東北放送）[175]
- えび☆ステ 特別編（2020年4月3日、秋田放送）スペシャルリポーター[176]
- ニュースこまちサンデー（2022年4月10日 - 、NHK秋田放送局）番組内コーナー「生駒ちゃんとバースデーアーカイブス」[177]

### ネット配信
- 星屑リベンジャーズ（2018年7月23日 - 9月24日、AbemaTV[注 7]）間野あかり 役[141]
- 『週刊少年ジャンプ』創刊50周年×LINEトリビア『ジャンQ』（2018年9月1日、LINE LIVE）MC[178]
- 主役の椅子はオレの椅子（2020年10月28日・11月4日・12月9日 - 23日、AbemaTV）ゲストMC[179][180][181]
- ウチコマ（2022年12月8日 - 2023年5月18日、DMM TV）[182]
- にがくてあまい（2023年4月14日 - 6月16日、Lemino）主演・江田マキ 役[149]

### 映画
- 劇場版BAD BOYS J -最後に守るもの-（2013年11月9日、ショウゲート）木下愛莉 役[136]
- ピラメキ子役恋ものがたり〜子役に憧れるすべての親子のために〜（2015年2月21日、よしもとクリエイティブ・エージェンシー）生駒里奈（本人） 役[183]
- コープスパーティー（2015年8月1日、ツインピークス / キャンター）主演・中嶋直美 役[184]
  - コープスパーティー Book of Shadows（2016年7月30日、ツインピークス / キャンター）主演・中嶋直美 役[185]
- 仮面ライダー 令和 ザ・ファースト・ジェネレーション（2019年12月21日、東映）フィーニス 役[186]
- ROOOM（2021年8月6日、アスミック・エース）主演・矢口遥香 役[187]
- 光を追いかけて（2021年10月1日、エレファントハウス）奈良美晴 役[188][注 13]
- 忌怪島/きかいじま（2023年6月16日、東映）深澤未央 役[190]
- 室井慎次 敗れざる者（2024年10月11日、東宝）奈良育美 役[191][192]
  - 室井慎次 生き続ける者（2024年11月15日、東宝）奈良育美 役[193][192]
- 死神遣いの事件帖 終（2025年6月13日、東映ビデオ）おみつ 役[194]

### 劇場アニメ
- 機動戦士ガンダム 鉄血のオルフェンズ ウルズハント -小さな挑戦者の軌跡-（2025年10月31日、バンダイナムコフィルムワークス）主演・ウィスタリオ・アファム 役[195]

### 舞台
- すべての犬は天国へ行く（2015年10月1日 - 12日、AiiA 2.5 Theater Tokyo）メリィ 役[196]
- じょしらく弐 〜時かけそば〜（2016年5月12日・14日・17日・19日・21日、AiiA 2.5 Theater Tokyo）空琉美遊亭丸京 役[197][198]
- 連載40周年特別企画「舞台版 こちら葛飾区亀有公園前派出所」（2016年9月9日 - 19日、東京：AiiA 2.5 Theater Tokyo / 9月23日 - 25日、大阪：サンケイホールブリーゼ）サキ 役[199]
- あさひなぐ（2017年5月20日 - 30日、東京：EX THEATER ROPPONGI / 6月2日 - 5日、大阪：森ノ宮ピロティホール / 6月9日 - 11日、名古屋：愛知県芸術劇場）野上えり 役[200]
- 少年社中「モマの火星探検記」主演・ユーリ 役（矢崎広とのダブル主演）
  - 2017年（8月9日 - 13日、東京：天王洲 銀河劇場 / 19日 - 20日、大阪：サンケイホールブリーゼ）[201]
  - 2020年（1月7日 - 20日、東京：サンシャイン劇場 / 2月1日 - 2日、愛知：岡崎市民会館 あおいホール / 2月7日 - 11日、大阪：サンケイホールブリーゼ / 2月15日 - 16日、福岡：福岡市民会館）[202]
- 魔法先生ネギま!〜お子ちゃま先生は修行中!〜（2018年7月12日 - 16日 、AiiA 2.5 Theater Tokyo）主演・ネギ・スプリングフィールド 役[203][204]
- 舞台版「暁のヨナ」主演・ヨナ 役（矢部昌暉（DISH//）とのダブル主演）
  - 暁のヨナ〜緋色の宿命編〜（2018年11月15日 - 25日、EXシアター六本木）[205][206]
  - 暁のヨナ〜烽火の祈り編〜（2019年11月16日 - 23日、EXシアター六本木）[207]
- 少年社中20周年記念ファイナル 第36回公演「トゥーランドット〜廃墟に眠る少年の夢〜」（2019年1月10日 - 20日、東京：サンシャイン劇場 / 1月24日 - 27日、大阪：梅田芸術劇場 シアター・ドラマシティ / 1月30日 - 31日、福岡：ももちパレス 大ホール）主演・トゥーランドット 役（松田凌とのダブル主演）[208]
- DisGOONie「PHANTOM WORDS」（2019年3月15日 - 24日、ヒューリックホール東京）雛罌粟 役[209]
- 朗読劇「私の頭の中の消しゴム 11th Letter」（2019年6月6日・12日、よみうり大手町ホール）[210]
- 朗読劇「逃げるは恥だが役に立つ」（2019年10月4日 - 5日、東京：ヒューリックホール東京 / 12月7日、愛知：名古屋市芸術創造センター）森山みくり 役[211][212]
- かがみの孤城（2020年8月28日 - 9月6日、東京：サンシャイン劇場 / 9月18日 - 20日、大阪：サンケイホールブリーゼ）主演・安西こころ 役[213]
- 朗読劇「秒速5センチメートル」（2020年10月25日、ヒューリックホール東京）[214]
- DisGOONie「GHOST WRITER」（2021年1月22日 - 24日、大阪：COOL JAPAN PARK OSAKA TTホール / 1月29日 - 2月7日、東京：EX THEATER ROPPONGI）ミレディ 役[215][216]
- カメレオンズ・リップ（2021年4月2日 - 4日、東京：シアター1010 / 4月11日、福島：南相馬市民文化会館 ゆめはっと / 4月14日 - 26日、東京：シアタークリエ / 5月6日、愛知：日本特殊陶業市民会館 ビレッジホール）エレンデイラ / ドナ 役[217][218][注 14]
- 水谷千重子 50周年記念公演
  - 「ドタバタ笑歌劇 神社にラブソングを」（2021年6月4日 - 13日、東京：明治座 / 6月25日 - 7月4日、福岡：博多座）[220]
  - 「大江戸混戦物語 ニンジャーゾーン」（2023年6月4日 - 18日、東京：明治座 / 7月27日 - 8月6日、福岡：博多座）[221][222]
  - 「CAKUGO（カクゴ）愛と憎しみと追憶と沈黙のミス・フローレンス」（2025年8月22日 - 9月7日、東京：明治座 / 9月13日 - 22日、福岡：博多座 / 9月27日 - 10月5日、大阪：新歌舞伎座）[223]
- -4D-imetor（2021年8月5日 - 15日[224][225]、東京：紀伊國屋ホール / 8月28日 - 29日[225]、大阪：COOL JAPAN PARK OSAKA TTホール）主演・ノア 役（池田純矢とのダブル主演）[226][227][注 15]
- SOLO Performance ENGEKI「僕とメリーヴェルの7322個の愛」（2021年10月6日 - 17日、CBGKシブゲキ!!）[229]
- 夏の夜の夢（2022年9月9日[230] - 28日、日生劇場）ハーミア 役[231][注 16]
- 風都探偵 The STAGE（2022年12月29日 - 2023年1月15日、東京：サンシャイン劇場 / 1月19日 - 25日、大阪：梅田芸術劇場シアター・ドラマシティ）鳴海亜樹子 役[233]
- 少年社中 25周年記念第2弾 少年社中 第41回公演「光画楼喜譚」（2023年9月7日 - 18日、ザ・ポケット）[234]
- あきた朗読おとぎ芝居（2024年4月12日 - 14日、由利本荘市文化交流館 カダーレ）[235]
- 朗読劇「ROOM」（2024年5月16日、こくみん共済 coop ホール/スペース・ゼロ）[236]
- リーディングドラマ「西の魔女が死んだ」（2024年6月25日 - 27日、東京：草月ホール / 6月29日、秋田：由利本荘市文化交流館 カダーレ）まい 役[237]
- OKAMI企画×生駒里奈 秋田で育てる演劇プロジェクト「辰子姫 弐」（2024年8月3日 - 4日、東京：劇場MOMO / 8月9日 - 10日、秋田：coffee&gallery zawazawa / 8月11日、秋田：仙北市民会館ホール）[238]
- 朗読劇「青野くんに触りたいから死にたい」presented by eeo Stage（2024年9月11日 - 16日、CBGKシブゲキ!!）主演・刈谷優里 役[239]
- 梅棒 19th GIFT『クリス、いってきマス!!!』（2024年12月1日 - 15日、東京：サンシャイン劇場 / 12月20日 - 22日、大阪：COOL JAPAN PARK OSAKA TTホール / 12月26 - 27日、愛知：ウインクあいち）[240]
- 朗読劇「モノクロの空に虹を架けよう」（2025年2月28日、新宿シアタートップス）[241]
- 家政夫のミタゾノ THE STAGE レ・ミゼラ風呂（2025年5月16日 - 6月8日、東京：EX THEATER ROPPONGI / 6月13日 - 17日、大阪：森ノ宮ピロティホール　/ 6月21日 - 22日、石川：七尾市文化ホール / 6月28日 - 29日、愛知：東海市芸術劇場 大ホール / 7月5日 - 6日、広島：上野学園ホール / 7月12日 - 13日、宮城：名取市文化会館 大ホール）[242]
- 朗読劇「ROOM」2025（2025年6月30日 - 7月1日、シアターサンモール）[243]
- ハイセンスA3-D 朗読演劇「図書委員界」（2025年10月10日 - 13日〈予定〉、CBGKシブゲキ!!）原作 / 主演・委員長 役[244]

### ラジオ
- ザ・ヒットスタジオ（2017年4月6日 - 2018年6月28日、毎日放送）水曜日レギュラー[注 17][245]

### ミュージックビデオ
- Novelbright「愛結び」（2021年、UNIVERSAL SIGMA）[246]

### CM
- 白戸家（ソフトバンク）子犬ギガの声 役[247]
  - ギガ学割『白戸家 ギガ物語1 （アヤ子犬拾う）篇』（2016年1月15日 - ）[248]
  - ギガ学割『白戸家 ギガ物語2 （ギガと学生）篇』（2016年1月28日 - ）[249]
  - ギガ学割『白戸家 ギガ物語3 （オーディション）篇』（2016年2月12日 - ）[250]
  - ギガ学割『白戸家 ギガ物語3 （アイドル結成）篇』・『白戸家「ギガどーん」篇』（2016年2月19日 - ）[251][252]
  - ギガ学割『白戸家 ギガ物語4 （コンサート）篇』（2016年2月26日 - ）[253]
  - ギガ学割『白戸家「光クイズ」篇』（2016年3月25日 - ）[254]
  - ギガ学割『白戸家「光早口言葉」篇』（2016年3月31日 - ）[255]
  - ギガ学割『白戸家「ギガでかストラップ」篇（30秒）』（2016年4月15日 - ）[256]
  - ギガ学割『白戸家「琴奨ギガ」篇』（2016年5月5日 - ）[257]
  - ギガ学割『白戸家「どんぶり」篇』（2016年6月30日 - ）[258]
  - 『白戸家「友達来る（玄関）」篇』（2016年9月9日 - ）[259]
  - 『白戸家「友達来る（リビング）」篇』（2016年9月22日 - ）[260]
  - 『白戸家「ギガ変身」篇』（2016年10月8日 - ）[261]
  - 『白戸家「大容量」篇』（2016年11月5日 - ）[262]
- タウンワーク「コーヒーショップ編」（2017年2月20日 - 、リクルートジョブズ）カフェ店員（松本人志と共演）[263]
- はるやま商事 東北祭（青森編・秋田編・宮城編）（2017年10月12日 - ）[264][265]

### イベント
- GirlsAward
  - Rakuten GirlsAward 2022 AUTUMN/WINTER（2022年10月8日、幕張メッセ）[266]
  - Rakuten GirlsAward 2023 SPRING/SUMMER（2023年5月4日、国立代々木競技場第一体育館）[267]
  - Rakuten GirlsAward 2023 AUTUMN/WINTER（2023年9月30日、幕張メッセ）[268]
- 第37回 マイナビ 東京ガールズコレクション 2023 AUTUMN/WINTER（2023年9月2日、さいたまスーパーアリーナ[269]

### 広告
- 由利本荘市 ふるさと応援大使（2013年1月22日 - ）[270]
- ANNA SUI 2016春夏 アジア圏 ビジュアルモデル（2016年2月23日 - 7月22日）[271]
- 日本証券業協会「100年大学 お金のこと学部」“学生代表”（2018年8月 - ）[272]
- 警視庁「震災時交通規制」広報[273]
- 厚生労働省 地域若者サポートステーション サポステWEB動画（2021年12月 - ）[274]

### ゲーム
- 機動戦士ガンダム アーセナルベース（2022年7月11日）ウィスタリオ・アファム 役
- 機動戦士ガンダム 鉄血のオルフェンズG（2022年11月15日 - 2024年1月11日）主演・ウィスタリオ・アファム 役[275]

### AKB48劇場公演
- AKB48 倉持チームB「パジャマドライブ」公演（2014年4月28日・5月21日・7月27日、2015年5月14日、AKB48劇場）参加ユニット曲「てもでもの涙」[276]

## 書籍

### 著書
- 立つ（2018年4月28日、日経BP社、ISBN 978-4822256234）[277][278]

### 写真集
- 君の足跡（2016年2月24日、幻冬舎、ISBN 978-4344028869）ソロ写真集[279][280]

### 雑誌・新聞連載
- 日刊スポーツ 東北6県版（2012年12月12日 - 、日刊スポーツ新聞社）いこまびより[24]
- 日経エンタテインメント!（日経BP社）
  - 乃木坂46 生駒里奈のAKB48交換留学日記（2014年7月4日 - 2015年6月4日）[281]
  - 乃木坂46 生駒里奈のほのぼの日記（2015年8月4日 - 2018年3月4日）[282][283]
- 図書委員界（2021年12月21日 - 2022年2月21日、『月刊コミックバンチ』 2022年2月号 - 4月号）漫画原作[注 18]

### カレンダー
- 卓上 生駒里奈 カレンダー 2015年（2014年12月13日、ハゴロモ）[285]